# Partecipanti al Giro delle Fiandre 2023
Elenco dei partecipanti al Giro delle Fiandre 2023.
Il Giro delle Fiandre 2023 è la centosettesima edizione della corsa. Alla competizione prendono parte 25 squadre, ciascuna delle quali composta da sette corridori, per un totale di 175 ciclisti.

## Corridori per squadra
Nota: R ritirato, NP non partito, FT fuori tempo, SQ squalificato
| Alpecin-Deceuninck | Alpecin-Deceuninck   | Alpecin-Deceuninck | EF Education-EasyPost    | EF Education-EasyPost    | EF Education-EasyPost    | Team Arkéa-Samsic      | Team Arkéa-Samsic        | Team Arkéa-Samsic      |
| ------------------ | -------------------- | ------------------ | ------------------------ | ------------------------ | ------------------------ | ---------------------- | ------------------------ | ---------------------- |
| 1                  | Mathieu van der Poel | 2°                 | 91                       | Julius van den Berg      | 74°                      | 181                    | Hugo Hofstetter          | 86°                    |
| 2                  | Silvan Dillier       | 80°                | 92                       | Tom Scully               | R                        | 182                    | Jenthe Biermans          | R                      |
| 3                  | Maurice Ballerstedt  | R                  | 93                       | Owain Doull              | 33°                      | 183                    | David Dekker             | R                      |
| 4                  | Michael Gogl         | R                  | 94                       | Mikkel Frølich Honoré    | 39°                      | 184                    | Matis Louvel             | 27°                    |
| 5                  | Søren Kragh Andersen | R                  | 95                       | Jens Keukeleire          | 53°                      | 185                    | Daniel McLay             | 96°                    |
| 6                  | Gianni Vermeersch    | 30°                | 96                       | Neilson Powless          | 5°                       | 186                    | Mathis Le Berre          | 94°                    |
| 7                  | Xandro Meurisse      | 54°                | 97                       | Jonas Rutsch             | 29°                      | 187                    | Clément Russo            | 81°                    |
| Jumbo-Visma        | Jumbo-Visma          | Jumbo-Visma        | Bahrain Victorious       | Bahrain Victorious       | Bahrain Victorious       | Groupama-FDJ           | Groupama-FDJ             | Groupama-FDJ           |
| 11                 | Wout Van Aert        | 4°                 | 101                      | Matej Mohorič            | R                        | 191                    | Stefan Küng              | 6°                     |
| 12                 | Edoardo Affini       | R                  | 102                      | Nikias Arndt             | R                        | 192                    | Lewis Askey              | 32°                    |
| 13                 | Tiesj Benoot         | 13°                | 103                      | Kamil Gradek             | R                        | 193                    | Kevin Geniets            | R                      |
| 14                 | Christophe Laporte   | 14°                | 104                      | Filip Maciejuk           | SQ                       | 194                    | Olivier Le Gac           | 60°                    |
| 15                 | Tim van Dijke        | 42°                | 105                      | Andrea Pasqualon         | 36°                      | 195                    | Fabian Lienhard          | 78°                    |
| 16                 | Tosh Van Der Sande   | R                  | 106                      | Dušan Rajović            | R                        | 196                    | Valentin Madouas         | R                      |
| 17                 | Nathan Van Hooydonck | 11°                | 107                      | Fred Wright              | 8°                       | 197                    | Samuel Watson            | 67°                    |
| UAE Team Emirates  | UAE Team Emirates    | UAE Team Emirates  | Intermarché-Circus-Wanty | Intermarché-Circus-Wanty | Intermarché-Circus-Wanty | Movistar Team          | Movistar Team            | Movistar Team          |
| 21                 | Tadej Pogačar        | 1°                 | 111                      | Biniam Girmay            | R                        | 201                    | Iván García Cortina      | 21°                    |
| 22                 | Rui Oliveira         | 58°                | 112                      | Sven Erik Bystrøm        | 31°                      | 202                    | Juri Hollmann            | R                      |
| 23                 | Sjoerd Bax           | 68°                | 113                      | Aimé De Gendt            | R                        | 203                    | Johan Jacobs             | 88°                    |
| 24                 | Mikkel Bjerg         | 15°                | 114                      | Dries De Pooter          | 79°                      | 204                    | Matteo Jorgenson         | 9°                     |
| 25                 | Vegard Stake Laengen | 69°                | 115                      | Baptiste Planckaert      | R                        | 205                    | Oier Lazkano             | R                      |
| 26                 | Matteo Trentin       | 10°                | 116                      | Laurenz Rex              | 49°                      | 206                    | Iván Romeo               | R                      |
| 27                 | Tim Wellens          | R                  | 117                      | Taco van der Hoorn       | R                        | 207                    | Mathias Norsgaard        | 57°                    |
| AG2R Citroën Team  | AG2R Citroën Team    | AG2R Citroën Team  | Team DSM                 | Team DSM                 | Team DSM                 | TotalEnergies          | TotalEnergies            | TotalEnergies          |
| 31                 | Greg Van Avermaet    | 62°                | 121                      | John Degenkolb           | 19°                      | 211                    | Peter Sagan              | R                      |
| 32                 | Benoît Cosnefroy     | 16°                | 122                      | Pavel Bittner            | 82°                      | 212                    | Edvald Boasson Hagen     | R                      |
| 33                 | Stan Dewulf          | 48°                | 123                      | Nils Eekhoff             | R                        | 213                    | Paul Ourselin            | R                      |
| 34                 | Lawrence Naesen      | R                  | 124                      | Leon Heinschke           | R                        | 214                    | Thomas Bonnet            | R                      |
| 35                 | Oliver Naesen        | 40°                | 125                      | Alexander Edmondson      | 83°                      | 215                    | Sandy Dujardin           | 70°                    |
| 36                 | Pierre Gautherat     | R                  | 126                      | Tim Naberman             | R                        | 216                    | Anthony Turgis           | 17°                    |
| 37                 | Damien Touzé         | 91°                | 127                      | Kevin Vermaerke          | R                        | 217                    | Dries Van Gestel         | 22°                    |
| Lotto Dstny        | Lotto Dstny          | Lotto Dstny        | Bora-Hansgrohe           | Bora-Hansgrohe           | Bora-Hansgrohe           | Bingoal WB             | Bingoal WB               | Bingoal WB             |
| 41                 | Caleb Ewan           | R                  | 131                      | Shane Archbold           | R                        | 221                    | Guillaume Van Keirsbulck | 47°                    |
| 42                 | Sébastien Grignard   | R                  | 132                      | Patrick Gamper           | R                        | 222                    | Floris De Tier           | 85°                    |
| 43                 | Jasper De Buyst      | R                  | 133                      | Marco Haller             | R                        | 223                    | Luca Van Boven           | 89°                    |
| 44                 | Arjen Livyns         | 35°                | 134                      | Nils Politt              | 20°                      | 224                    | Alexis Guérin            | R                      |
| 45                 | Frederik Frison      | 34°                | 135                      | Jordi Meeus              | R                        | 225                    | Julian Mertens           | 64°                    |
| 46                 | Brent Van Moer       | R                  | 136                      | Danny van Poppel         | R                        | 226                    | Ludovic Robeet           | R                      |
| 47                 | Florian Vermeersch   | 12°                | 137                      | Jonas Koch               | 76°                      | 227                    | Dimitri Peyskens         | R                      |
| Trek-Segafredo     | Trek-Segafredo       | Trek-Segafredo     | Astana Qazaqstan Team    | Astana Qazaqstan Team    | Astana Qazaqstan Team    | Team Flanders-Baloise  | Team Flanders-Baloise    | Team Flanders-Baloise  |
| 51                 | Jasper Stuyven       | 26°                | 141                      | Igor' Čžan               | R                        | 231                    | Vito Braet               | 59°                    |
| 52                 | Emīls Liepiņš        | 71°                | 142                      | Evgenij Gidič            | R                        | 232                    | Alex Colman              | R                      |
| 53                 | Daan Hoole           | 61°                | 143                      | Martin Laas              | R                        | 233                    | Sander De Pestel         | R                      |
| 54                 | Alex Kirsch          | R                  | 144                      | Evgenij Fëdorov          | 63°                      | 234                    | Lindsay De Vylder        | R                      |
| 55                 | Mads Pedersen        | 3°                 | 145                      | Dmitrij Gruzdev          | R                        | 235                    | Jenno Berckmoes          | R                      |
| 56                 | Edward Theuns        | 44°                | 146                      | Nūrbergen Nūrlyhasym     | R                        | 236                    | Gilles De Wilde          | R                      |
| 57                 | Mathias Vacek        | 65°                | 147                      | Gleb Syrica              | 73°                      | 237                    | Ward Vanhoof             | R                      |
| Ineos Grenadiers   | Ineos Grenadiers     | Ineos Grenadiers   | Cofidis                  | Cofidis                  | Cofidis                  | Uno-X Pro Cycling Team | Uno-X Pro Cycling Team   | Uno-X Pro Cycling Team |
| 61                 | Thomas Pidcock       | 52°                | 151                      | Piet Allegaert           | 45°                      | 241                    | Alexander Kristoff       | 18°                    |
| 62                 | Kim Heiduk           | R                  | 152                      | Wesley Kreder            | R                        | 242                    | Martin Urianstad         | R                      |
| 63                 | Jhonatan Narváez     | 25°                | 153                      | Christophe Noppe         | 77°                      | 243                    | Kristoffer Halvorsen     | R                      |
| 64                 | Ben Turner           | R                  | 154                      | André Carvalho           | R                        | 244                    | William Blume Levy       | 84°                    |
| 65                 | Luke Rowe            | 95°                | 155                      | Alexis Renard            | R                        | 245                    | Erik Resell              | R                      |
| 66                 | Magnus Sheffield     | 28°                | 156                      | Axel Zingle              | 38°                      | 246                    | Louis Bendixen           | R                      |
| 67                 | Connor Swift         | 90°                | 157                      | Max Walscheid            | 55°                      | 247                    | Rasmus Tiller            | 87°                    |
| Soudal Quick-Step  | Soudal Quick-Step    | Soudal Quick-Step  | Israel-Premier Tech      | Israel-Premier Tech      | Israel-Premier Tech      |                        |                          |                        |
| 71                 | Julian Alaphilippe   | 51°                | 161                      | Dylan Teuns              | 37°                      |                        |                          |                        |
| 72                 | Kasper Asgreen       | 7°                 | 162                      | Guillaume Boivin         | 93°                      |                        |                          |                        |
| 73                 | Davide Ballerini     | 56°                | 163                      | Jens Reynders            | R                        |                        |                          |                        |
| 74                 | Tim Merlier          | 43°                | 164                      | Hugo Houle               | 66°                      |                        |                          |                        |
| 75                 | Yves Lampaert        | 41°                | 165                      | Krists Neilands          | R                        |                        |                          |                        |
| 76                 | Florian Sénéchal     | R                  | 166                      | Tom Van Asbroeck         | 23°                      |                        |                          |                        |
| 77                 | Tim Declercq         | R                  | 167                      | Sep Vanmarcke            | 24°                      |                        |                          |                        |
| Team Jayco AlUla   | Team Jayco AlUla     | Team Jayco AlUla   | Q36.5 Pro Cycling Team   | Q36.5 Pro Cycling Team   | Q36.5 Pro Cycling Team   |                        |                          |                        |
| 81                 | Michael Matthews     | R                  | 171                      | Jack Bauer               | R                        |                        |                          |                        |
| 82                 | Luke Durbridge       | R                  | 172                      | Filippo Colombo          | 50°                      |                        |                          |                        |
| 83                 | Luka Mezgec          | R                  | 173                      | Alessandro Fedeli        | R                        |                        |                          |                        |
| 84                 | Kelland O'Brien      | 72°                | 174                      | Nicolò Parisini          | R                        |                        |                          |                        |
| 85                 | Blake Quick          | R                  | 175                      | Kamil Małecki            | R                        |                        |                          |                        |
| 86                 | Elmar Reinders       | 46°                | 176                      | Antonio Puppio           | 92°                      |                        |                          |                        |
| 87                 | Zdeněk Štybar        | 75°                | 177                      | Nickolas Zukowsky        | R                        |                        |                          |                        |